# El nuevo imperialismo
El nuevo imperialismo (título original en inglés: The new imperialism) es una obra del geógrafo británico David Harvey, publicada originalmente en 2003 por Oxford University Press y en 2004 en castellano por Ediciones Akal.

## Propósito de la obra
Este libro presenta la teoría de Harvey acerca de la nueva modalidad del imperialismo en los siglos XX y XXI, la cual fue presentada en tres exposiciones en  la Universidad de Oxford, y que luego fueron publicadas bajo el título de El nuevo imperialismo.[cita requerida]
En este libro el autor trata de responder qué es el nuevo imperialismo, para lo cual desarrolla la idea de la dinámica especial o geográfica de la acumulación del capital, a lo que él llama el «desarrollo geográfico desigual», y cómo estos procesos moleculares del flujo de capital, que se mueven de un lugar a otro dentro de un mismo país, construyen  nuevos espacios y concentraciones geográficas, en esta obra muestra su interés en los procesos geográficos donde el capital crea y destruye nuevos paisajes, lo que lleva en muchas formas a problemas de dominación.[cita requerida]

## Estructura de la obra

### Capítulo 1: Todo sobre el petróleo
El rol que jugó el petróleo en la decisión de invadir Irak, muchos opositores hablan de la relación que tenía el presidente George W. Bush y el vicepresidente Dick Cheney  con la industria del petróleo, los Estados Unidos han mantenido el control del flujo de Petróleo del Oriente Medio como una manera de mantener su superioridad económica y política, la ocupación militar en Irak es su fase más reciente en esta estrategia, quien controle el Oriente Medio,  controlará el bombeo de petróleo mundial y quien controle el bombeo de petróleo mundial podrá controlar la economía mundial, por lo menos en el futuro cercano.

### Capítulo 2: ¿Cómo creció el poder Americano?
El nuevo  imperialismo es definido como imperialismo capitalista,  el cual es una fusión contradictoria de la política del Estado y del imperio con el proceso molecular de la acumulación del capital en el espacio y en el tiempo. El imperialismo es un proyecto político distintivo por parte de los actores cuyo poder está basado en el control de un territorio y la capacidad de movilizar sus recursos políticos y humanos, hacia fines políticos, económicos y militares, mientras que el nuevo imperialismo es un proceso económico-político difuso en espacio y tiempo en el cual el tener el control y manejo del capital se vuelve lo más importante.

### Capítulo 3: La esclavitud del capital
La acumulación del capital a través del intercambio en mercados con precios fijos, florece mejor en medio de ciertas estructuras institucionales de ley, propiedad privada, contratos y seguridad de formas de dinero. Un Estado fuerte armado con poderes de policía y un monopolio sobre las formas de violencia puede garantizar  tal marco institucional y respaldarlo con arreglos constitucionales. El Estado interviene y reclama su papel protagónico en la acumulación de capital, ya que es a través del Estado como entidad política que se pueden orquestar los arreglos institucionales y manipular las fuerzas de la acumulación de capital para preservar el patrón  más ventajoso de las asimetrías en el intercambio para los intereses del capitalista dominante.

### Capítulo 4: Acumulación por desposesión
El subconsumo es la falta general de suficiente demanda efectiva para absorber el crecimiento del producto  que genera el capitalismo,  esto ocurre porque los trabajadores reciben mucho menos valor para gastar del que producen, y los capitalistas están al menos obligados a reinvertir en vez de consumir, para estabilizar el sistema es necesario comerciar con formaciones sociales no capitalistas , si estas asociaciones o territorios son rehacías a comerciar deben ser forzadas a través de las armas, esto es el corazón del imperialismo.
El  cordón umbilical que mantiene unidos la acumulación por desposesión y la reproducción expandida es el que da el capital financiero, y las instituciones de crédito que siempre son respaldadas por los poderes del Estado, un ejemplo de este proceso son las devaluaciones llevadas a cabo por el Estado o el Fondo Monetario internacional.
El desarrollo que tuvo el neoliberalismo desde 1930 como doctrina económica y política  que se oponía a todas las formas activas de intervención del Estado, y como en 1970 de la mano de Margaret Thatcher y Ronald Reagan transformaron la orientación de la actividad del Estado al pasarlo del  estado de bienestar, al que ahora apoya activamente las condiciones para la acumulación de capital en el lado de la oferta, de esta forma el FMI y el Banco Mundial cambiaron sus marcos de política de la noche a la mañana, y en pocos años la doctrina neoliberal se expandió primero en los países angloamericanos, y luego en Europa y el resto del mundo, a través de la privatización y de la liberalización de los mercados.
La acumulación por desposesión consiste en desposeer a alguien de sus bienes y sus derechos, tradicionalmente han existido derechos que son de propiedad común y al privatizarlos de esta manera se vuelven una responsabilidad de cada quien  y ya no es más del Estado.  Es importante recalcar el papel del Estado ya que con el monopolio de la violencia y las definiciones da la legalidad, juegan un papel importante en respaldar y promover la acumulación por desposesión.

### Capítulo 5: Consentimiento para la coerción
China está absorbiendo los flujos de capital debido a su alta tasa de crecimiento y a su desarrollo de infraestructura, lo que traerá problemas para Estados Unidos y lo obligará a hacer ajustes estructurales que lo conducirán a la austeridad, para resolver esto Harvey habla de un nuevo trato con alcance global liderado por Estados Unidos y la Unión Europea. Esto implica la liberación de la lógica de la circulación del capital y de la acumulación de las cadenas neoliberales, reformular el poder del Estado con más intervencionismo y papel redistributivo, frenar el poder del capital financiero y descentralizar o democráticamente controlar el gran poder de los monopolios y los oligopolios, para así de esta manera replantear la manera de comerciar que vemos hoy en día, algo que se lograría a través de una coalición de potencias capitalistas.